# 4 Tage im Mai
4 Tage im Mai ist ein Antikriegsfilm und Drama von Achim von Borries aus dem Jahr 2011. Er handelt von einem Spähtrupp der Roten Armee, der mit Wehrmachtssoldaten gegen die eigenen Truppen kämpft, um deutsche Frauen und Kinder zu beschützen. Der Film basiert auf einer wahren Begebenheit.

## Handlung
Es ist der Morgen des 4. Mai 1945, vier Tage vor dem Ende des Zweiten Weltkrieges. Hauptmann Kalmykow besetzt mit einem Spähtrupp ein Kinderheim an der Ostseeküste. Auf dem strategisch günstig gelegenen Gelände kann ein weiter Geländestreifen eingesehen werden. Sie beobachten, wie Bewohner und Flüchtlinge mit Booten auf die Ostseeküste fliehen, um nach Dänemark zu gelangen. Außerdem lagern am Strand rund 80 Soldaten der Wehrmacht, die ebenfalls nach Dänemark übersetzen wollen, um sich dort den Engländern zu ergeben. Der Hauptmann der Roten Armee ist unzufrieden, dass er mit nur wenigen Männern an diesem Ort verbleiben soll, um die zahlenmäßig deutlich überlegenen deutschen Soldaten an der Flucht zu hindern. Er besitzt lediglich noch ein defektes Geschütz. Da er jedoch in der Vergangenheit bereits zwei Mal wegen Ungehorsams degradiert wurde, beugt er sich dem Befehl seines Majors, der mit seinen Truppen weiterzieht. Seine Männer bewundern Kalmykow wegen seiner Standhaftigkeit und gaben ihm bereits vor vielen Kriegsjahren den Spitznamen „Drache“: Jedes Mal, wenn ihm der Kopf – durch die Degradierung – „abgetrennt“ wurde, „wuchs“ er vermeintlich nach, da er sich den Demütigungen seiner Vorgesetzten nicht beugte.
Die Rotarmisten sind kriegsmüde und sehnen sich nach dem Sieg, um wieder in ihre Heimat und zu ihren Familien zurückkehren zu können. Sie besetzen das Kinderheim, behandeln aber die Kinder und das Personal, sowie deren Leiterin – Baronin Maria – vergleichsweise gut. Sie stammt wie auch der Hauptmann aus Leningrad und spricht daher russisch, was die unfreiwillige Zusammenkunft ein wenig erleichtert. Ihr Neffe, das 13-jährige Waisenkind Peter, will hingegen nicht glauben, dass der Krieg verloren ist. Als er Zeuge eines Gefechts zwischen deutschen und sowjetischen Soldaten wird, besorgt er sich eine Uniform der Wehrmacht und schleicht sich, mit einer Maschinenpistole bewaffnet, in das Kinderheim zurück, um seine Tante und die übrigen Kinder zu beschützen. Dort wird er jedoch von den sowjetischen Soldaten gestellt und zunächst als Kriegsgefangener behandelt, da ein sowjetischer Soldat bei dem vorhergehenden Gefecht von einer Kugel getroffen wurde. Später stellt sich jedoch heraus, dass diese Verletzung von einer Gewehrkugel stammt und Peter demnach nicht auf ihn geschossen haben kann. Peter darf sich von nun an ebenfalls vergleichsweise frei auf dem Areal bewegen. Hinzu kommt, dass er von der Baronin zweisprachig erzogen wurde und als Dolmetscher gebraucht wird.
Derweil versteckt sich das Kindermädchen Anna aus Angst vor einer Vergewaltigung ebenfalls auf dem Gehöft. Peter sieht sich – in seiner Suche nach Anerkennung – als ihr Beschützer. Er schwärmt für sie und muss mit ansehen, wie Anna von Kalmykow entdeckt wird. Die hübsche junge Frau droht nun Opfer eines Übergriffs der sowjetischen Soldaten zu werden und kommt unter den besonderen Schutz des Hauptmanns. Und auch Peter sieht in dem Hauptmann zunehmend einen Vaterersatz, zumal dieser im Krieg seine Frau, seinen Sohn und seine Tochter verloren hat. Der Sohn des Hauptmanns, so erfährt Peter in einem Gespräch, war nur in die Armee eingetreten, um seinem Vater seinen Heldenmut zu beweisen. Zwischen den beiden entwickelt sich eine Vater-Sohn-Beziehung. Kalmykow rettet beispielsweise Peter vor dem Ertrinken in der Ostsee oder vernichtet seine Uniform, damit man ihn für einen Jungen und nicht für einen Soldaten hält.
Peter nimmt – als einziger „Mann“ im Kinderheim – trotz dieser entstehenden Nähe den Kontakt zu den deutschen Truppen um Oberstleutnant Wald auf, um sie zu einem Angriff auf die Russen zu bewegen. Doch die Soldaten möchten nur noch fliehen und so muss Peter erkennen, dass sich all seine Ideale von der Überlegenheit der Deutschen in Schall und Rauch auflösen. Auch sie arrangieren sich mit den russischen Truppen und machen deutlich, dass sie nicht mehr kämpfen wollen – ergeben will sich aber auch keine Seite. Das Erwachsenwerden von Peter wird auf eine weitere harte Probe gestellt, als er erkennen muss, dass sich Anna in den Soldaten Fedjunin verliebt, der sie mit seiner Klaviermusik im Kinderheim bezaubert. Peter ist voller Eifersucht und verrät ein Treffen der beiden, woraufhin Fedjunin vor ein Kriegsgericht gestellt werden soll. Peter sieht jedoch rechtzeitig sein Fehlverhalten ein und beichtet dem Hauptmann, dass sich Anna freiwillig mit dem Soldaten getroffen hat und bei dem Treffen keine Gefahr von dem vermeintlichen Vergewaltiger für sie ausging.
Die Lage eskaliert, als der sowjetische Major vier Tage später, am Tag des Kriegsendes, zum Kinderheim zurückkehrt, um die verbleibenden Truppen abzuholen. Es kommt zu einer tätlichen Auseinandersetzung zwischen dem Major und dem Hauptmann, als sich der Major an Anna vergreifen will. Der Major befiehlt daraufhin seinen Truppen, das Kinderheim mit den eigenen russischen Soldaten anzugreifen. Das anschließende Gefecht kann der Hauptmann zunächst für sich entscheiden, da dem Major die Panzer für einen Vormarsch fehlen. Als diese kurz darauf eintreffen, rücken sie erneut auf das Gebäude vor. Völlig unerwartet helfen die deutschen Soldaten den eingeschlossenen Rotarmisten und schlagen gemeinsam den Major in die Flucht. Oberstleutnant Wald, dem seine eigene Freiheit lange Zeit wichtiger war als die Bewohner des Heimes, mehrere Deutsche und einige Männer des Hauptmanns sterben bei der Schlacht. Peter muss die Kampfhandlungen im Keller des Gebäudes miterleben, in dem die Rotarmisten ihn zu seinem eigenen Schutze zuvor eingeschlossen haben. Nun wird auch ihm die Sinnlosigkeit des Krieges vor Augen geführt. Peter und die deutschen Insassen des Heims verlassen die Insel per Boot, Oberstleutnant Wald ist gefallen, Kalmykow – dieser mit einem Bauchschuss – und seine Soldaten bleiben – vorerst? – vor dem Heim zurück.

## Veröffentlichung
Der Film wurde erstmals am 9. August 2011 auf dem Internationalen Filmfestival in Locarno aufgeführt. In Deutschland fand die Erstausstrahlung am 29. September 2011 statt. Weitere Vorführungen fanden am 16. Februar 2012 in Russland, am darauf folgenden Tag in Kasachstan und am 23. Februar 2012 in der Ukraine statt.

## Drehorte

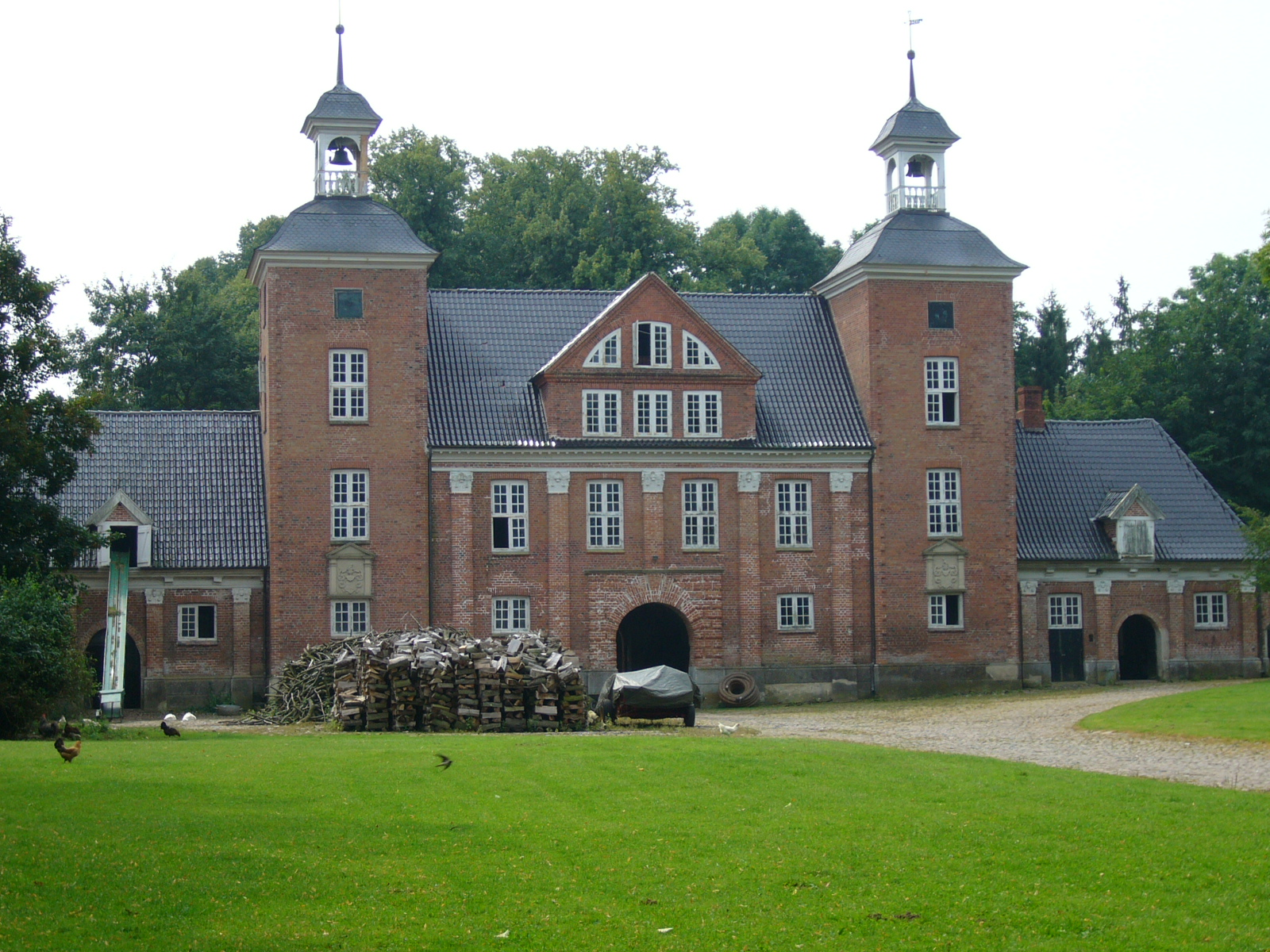
Schloss Bothkamp in Schleswig-Holstein

Für die Szenen im Kinderheim wählte von Borries das Schloss Bothkamp in der gleichnamigen Gemeinde in der Region Barkauer Land im Kreis Plön in Schleswig-Holstein aus. Die Landschaftsszenen sowie die Einstellungen an der Küste entstanden auf Rügen (dort ereignete sich auch der Vorfall, der dem Film zu Grunde lag), sowie auf dem dort befindlichen Fliegerhorst auf der Halbinsel Bug.

## Kritik und Auszeichnung
Die Kritiken für den Film fielen mehrheitlich positiv aus. Die Deutsche Film- und Medienbewertung (FBW) verlieh dem Film das Prädikat „besonders wertvoll“. Ausgehend von der wahren Begebenheit hob die Jury insbesondere hervor, wie „Achim von Borries davon erzählt, wie im Krieg (der hier auch exemplarisch für andere Konflikte steht) die Fronten nicht immer zwischen den offiziellen Gegnern verlaufen und dass Mitgefühl eine subversive Kraft entwickeln kann“. Die Seite kino.de bewertet den Film mit vier von fünf Sternen und schreibt dazu: „Bewegendes Antikriegsdrama an der deutschen Ostseeküste mit von Achim von Borries genau gezeichneten Figuren.“
Cinema urteilte, „die ruhige Inszenierung wirkt angesichts der dramatischen Ereignisse geradezu deeskalierend“. Der Regisseur habe sich die Zeit genommen, „um die Handlung mit all ihren Facetten und Widersprüchen zu entwickeln“. Der Film gerate zwar „zum moralischen Lehrstück“, doch angesichts des „erschütternden“ Endes, „[verzeiht] man ihm diese idealisierte Sicht auf seine Figuren gern“. Die Redaktion kommt zu dem Fazit: „Ein klassischer Antikriegsfilm, der auf zynische Gewaltexzesse verzichtet.“
Für arte ist der Film „ein bewegendes Drama über die Rückkehr der Menschlichkeit nach dunklen Jahren, über Vergebung, Respekt, das Überwinden von Vorurteilen, Freundschaft und Liebe.“
Christian Buß sieht auf Spiegel Online den Film deutlich kritischer und findet den „Handlungsdreh beinahe zynisch“. Er führt weiter aus: „Ignoriert werden die seelischen Verwüstungen und rassistischen Konditionierungen, die der Stunde Null vorausgegangen waren […] So lobenswert dieses Finanzierungs- und Inszenierungsmodell auch erscheint – bei der deutsch-russischen Feelgood-Kooperation war man offensichtlich derartig auf Versöhnung gepolt, dass man die historischen Grausamkeiten lieber gleich ausgespart hat. Völkerverständigungskitsch pur.“